# Anna Judic
Anne Marie-Louise Damiens, känd under sitt artistnamn Anna Judic född 18 juli 1849, död 15 april 1911, var en fransk skådespelerska och operettsångerska.
Judic var från 1872 primmadonna på Bouffes Parisien och från 1876 på Théâtre des Variétés. Hon företog med lysande framgång turnéer genom såväl Europa som Amerika och spelade bland annat i Stockholm 1886 och 1890. Bland hennes roller märks Sköna Helena, Storhertiginnan av Gerolstein , Niniche, Lili och Lilla helgonet.